# チキン・ガン

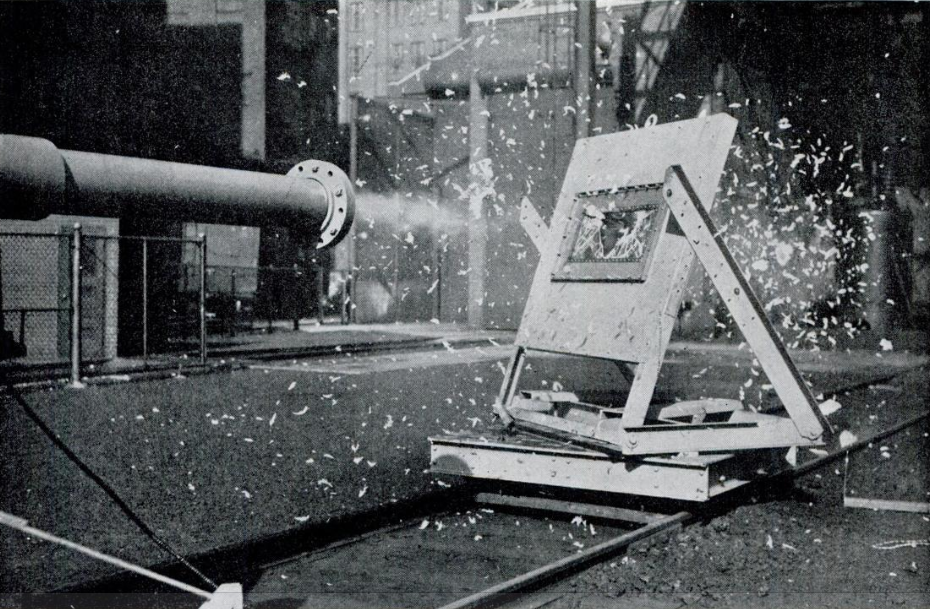
ガラスパネルへの発射試験

チキン・ガン (Chicken gun) は高速飛行中の航空機に対するバードストライクを模擬するために使用される大型の圧縮空気砲で、航空機部品の強度試験ではこれを用いて鶏を投射する。航空機のジェットエンジンやフロントガラスはバードストライクによる損傷を受けやすいため、バードストライク試験が行われる。食用の標準サイズの丸鶏は、飛行中の飛行機にぶつかってくる鳥を正確に模擬できると考えられている。 
試験の際は、エンジンやフロントガラスなどの航空機部品をテストスタンドに固定し、チキン・ガンで丸鶏を投射する。 
チキン・ガンは圧縮空気で動作する。1970年代、 アリゾナ州リッチフィールドパークのグッドイヤー・エアロスペースでは、銃身後部にセラミック製ダイヤフラムを設けて内部に圧縮空気を充填し、針でダイヤフラムを突くことで破裂させて発射する仕組みのチキン・ガンを使用していた。鶏は円筒形の厚紙製アイスクリームカートンに詰められており、銃口に金属製のリングを設けてカートンを受け止め、鶏だけを撃ち出すようになっていた。激突の様子はカメラで撮影するようになっていた。 
チキン・ガンを最初に使用したのはイギリスのハートフォードシャー州ハットフィールドにあったデ・ハビランド・エアクラフトで、1950年代半ばのことであった。 地元の農場で飼育されている鶏を、試験直前に締めて使っていた。この他、ハンプシャー州ファーンボローのロイヤル・エアクラフト・エスタブリッシュメント (RAE) でも1961年から使用していた
ボーイング757の開発時には、コックピットの窓がチキン・テストにかけられた。麻酔をかけた4ポンド (1.8 kg) の鶏が圧縮空気砲に装填され、360ノット (410 mph; 670 km/h) で正面から発射された。この試験は関係者から「ひどく汚い試験 (a very messy test)」と呼ばれていた。 
アメリカ空軍は、軍用機のキャノピーにバードストライク試験を行うためアーノルド技術開発センター試射レンジS-3にチキン・ガンを設置した。後には翼前縁などさまざまな他の航空機部品の試験に使用されている。 